# Baffin Mountains
Baffin Mountains (česky Baffinovy hory) je pohoří v severovýchodní části Baffinova ostrova. Rozkládá se podél pobřeží Baffinova moře v délce přibližně 700 km. Nejvyšší horou pohoří je Mount Odin (2 147 m),
druhou nejvyšší horou je Mount Asgard (2 015 m). Vrcholky hor jsou pokryty ledovci, pobřeží je velmi členité s hlubokými fjordy. Největší ledovec Penny Ice Cap v jižní části pohoří má rozlohu 6 000 km2. Vegetaci tvoří především mechy a lišejníky a některé byliny, např. suchopýr nebo Cyperaceae.